# Cailloma lucidula
Cailloma lucidula is een schietmot uit de familie Hydrobiosidae. De soort komt voor in het Neotropisch gebied.